# Roederiodes tanzaniae
Roederiodes tanzaniae är en tvåvingeart som beskrevs av Wagner och Andersen 1995. Roederiodes tanzaniae ingår i släktet Roederiodes och familjen dansflugor.
Artens utbredningsområde är Tanzania. Inga underarter finns listade i Catalogue of Life.